# Edvard Fazer

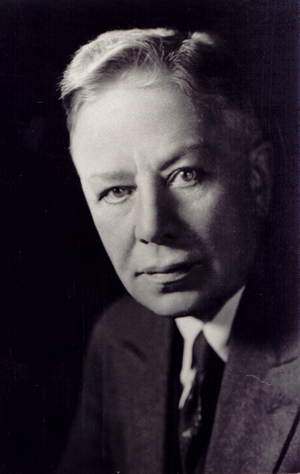
Edvard Fazer.

Edvard Alexander Fazer, född 29 juli 1861 i Helsingfors, död där 26 juni 1943, var en finländsk musiker.
Efter att som pianist ha uppträtt vid konserter i Europa och Amerika upprättade Fazer 1902 Fazers konsertbyrå i Helsingfors. Sin största insats har Fazer gjort som grundare och från 1914 chef för Finska operan.
Han är begravd på Sandudds begravningsplats i Helsingfors.

## Utmärkelser
- Riddartecknet av I klass av Finlands Vita Ros’ orden[2]
- Riddare av Polonia Restituta[2]
- Kommendör av Dannebrogorden[2]
- Tre Stjärnors orden, tredje klass[2]
- Kommendör av Italienska kronorden[2]
- Kommendör av Polonia Restituta[3]

[Redigera Wikidata]